# 驪州郡
驪州郡（：／ Yeoju-gun）是韓國京畿道南部已撤銷的郡，位於首爾市東南120公里左右，是驪州市的前身。驪州於朝鮮睿宗一年（1469年）由驪興都護府（여흥도호부），原稱驪州牧（여주목），於1895年升格為驪州郡，後來由於人口上升，符合升格要求，於2013年升格為驪州市，驪州郡被廢止。